# Artur Semedo

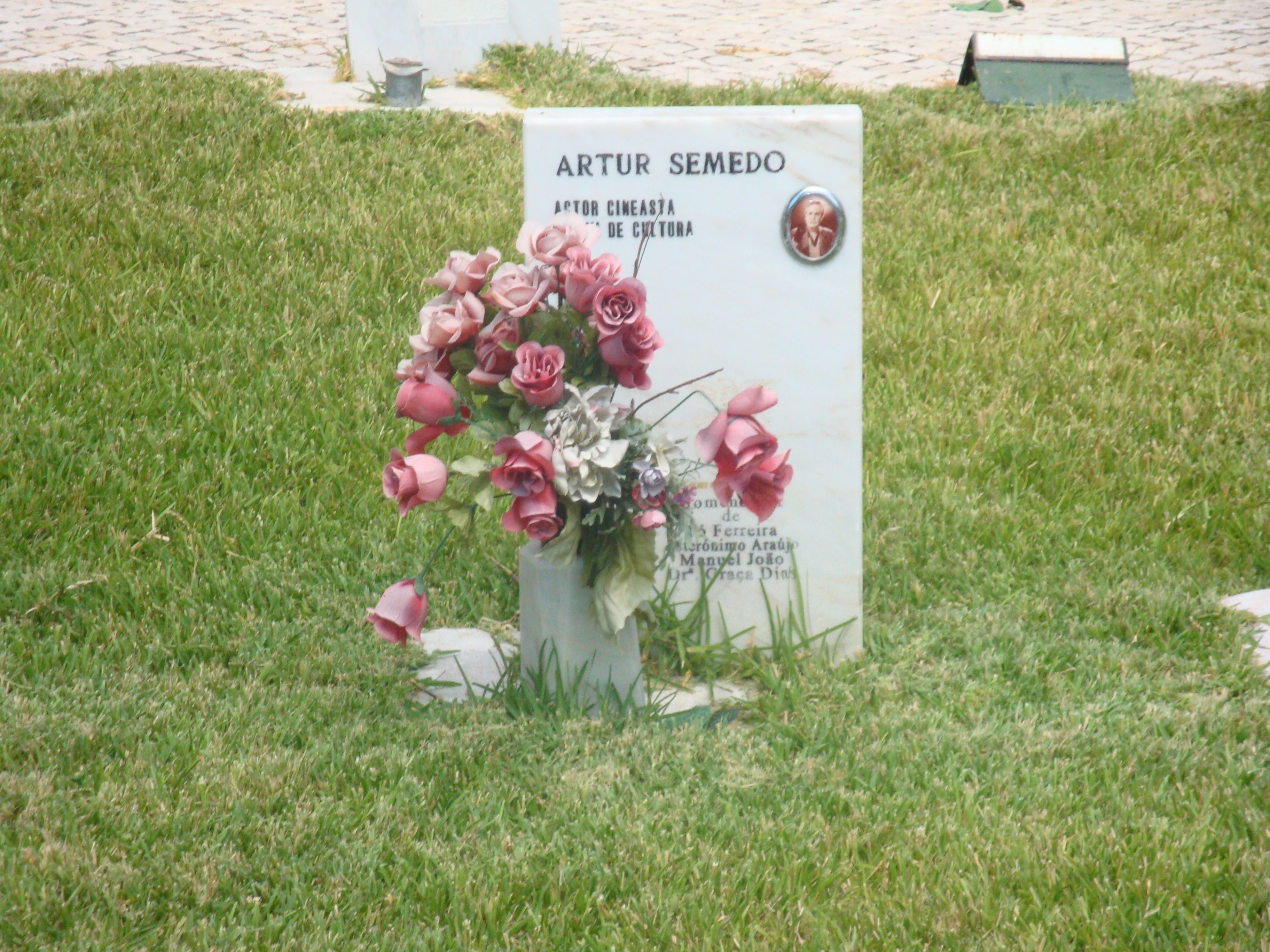
Lápide de Artur Semedo no Cemitério dos Prazeres, em Lisboa

Artur Francisco da Cunha Semedo (Assunção, Arronches, 2 de Novembro de 1925 — Lisboa, 8 de Fevereiro de 2001) foi um cineasta e actor português.

## Biografia
Segundo de quatro filhos de António Tavares Semedo e de sua mulher Germana de Oliveira Cunha, ambos naturais de Arronches. Conclui o liceu em Portalegre, transferindo-se para Lisboa onde é aluno do Colégio Militar (1936). Frequenta o Curso de Biologia da Universidade de Coimbra, acabando por ingressar no Conservatório Nacional de Teatro (1949) onde lhe é atribuído o Prémio Eduardo Brazão. Actor, empresário teatral, realizador e produtor televisivo, foi homenageado pela Sociedade Portuguesa de Autores em 2002, a título póstumo.
Participou em filmes como Os Saltimbacos (1951) e Nazaré (1952) de Manuel Guimarães; Duas Causas (1953), Vidas sem Rumo (1956), Perdeu-se um Marido (1957) e A Maluquinha de Arroios (1970) de Henrique Campos;[carece de fontes?] Chaimite (1953) de Jorge Brum do Canto; Sofia e Educação Sexual (1974), O Funeral do Patrão (1976) e Saudades para D. Genciana (1986) de Eduardo Geada; A Confederação (1978) de Luís Galvão Teles; O Estado das Coisas (1982) de Wim Wenders; A Estrangeira (1983) de João Mário Grilo; Rosa de Areia (1989) de António Reis e Margarida Cordeiro; No Dia dos Meus Anos (1992) de João Botelho.
Na televisão integrou o elenco de variadas sitcoms e séries (1987 - Humor de Perdição, 1980 - Le Comte de Monte-Cristo e Retalhos da Vida de Um Médico, 1961 - As Aventuras de Eva, 1960 - A Lena e o Carlos).
Cineasta, realizou mais de cinco longas-metragens (1991 - Um Crime de Luxo, 1987 - O Querido Lilás, 1986 - O Barão de Altamira, 1978 - O Rei das Berlengas, 1974 - Malteses, Burgueses e às Vezes..., 1956 - O Dinheiro dos Pobres).
No Brasil, Semedo trabalhou em alguns filmes, entre eles (1964 - Viagem aos Seios de Duília e Crônica da Cidade Amada de 1965 no episódio O Homem que se Evadiu).
A 26 de agosto de 1946, casou civilmente em Lisboa com a atriz Maria José, com quem teve António Semedo em 1950. Por sentença transitada em julgado a 29 de novembro de 1955, os dois divorciaram-se litigiosamente, a requerimento de Maria José. Conhecido também usar uma luva preta, o ator perdeu a sensibilidade da mão direita quando uma taça de vidro se quebrou, devido ao calor dos projetores, durante as filmagens de Sofia ou a Educação Sexual, de Eduardo Geada. Era tio do político do Bloco de Esquerda João Semedo, tendo levado muitas vezes o sobrinho aos jogos do Benfica, clube desportivo pelo qual era grande aficionado.

## Filmografia (realizador)
- Um Crime de Luxo (1991)
- O Querido Lilás (1987)
- O Barão de Altamira (1986)
- O Rei das Berlengas[8] (1978)
- As Armas e o Povo (1975) - colectivo
- Malteses, burgueses e às vezes... (1974)
- O Dinheiro dos Pobres (1956)
- Exposição de Máquinas Agrícolas na Ajuda - documentário (1953)

## Filmografia (actor)
- O Funeral do Patrão (1976)
- O Rei das Berlengas (1978)